# いつも心に太陽を (映画)
『いつも心に太陽を』（いつもこころにたいようを、原題：To Sir, with Love）は、1967年公開のイギリス映画である。

## 概要
エドワード・R・ブレイスウェイトの小説を元に映画化、ロンドンで撮影されたものである。原作は『先生へ、愛情をこめて』のタイトルで、1960年に毎日新聞社から日本語訳が出ている。映画も原題は小説と同じタイトルである。
白人の生徒たちの高校に赴任してきた黒人の教師の物語で、学園もののはしりとも言うべき作品であり、白人と黒人の社会問題に視点を当てた意欲的なものある。『暴力教室』で不良少年の一人を演じ、『夜の大捜査線』、『招かれざる客』とこの方面の社会派の話題作に出演を続けていたシドニー・ポワチエが主演し、ジェームズ・クラヴェルが監督した。
出演もしているイギリスの歌手ルルが歌った主題歌『いつも心に太陽を』はビルボード全米チャート5週連続1位を記録し、1967年の年間チャートでもビートルズ、ザ・モンキーズらを抑えNO1を記録した。ただし、映画に使われたものとレコード化されてヒットしたものは、全く異なるヴァージョンである。前者はアップテンポでロック色が強く、後者はスローでバラード色が強い。
クライマックスの卒業パーティーのシーンでは、パーティー・バンド役でザ・マインドベンダーズ（10㏄のエリック・スチュワートが在籍）が出演している。同名のサウンドトラック・アルバムにも挿入曲2曲が収録されている。

## キャスト
| 役名                       | 俳優                     | 日本語吹替 | 日本語吹替 |
| 役名                       | 俳優                     | テレビ朝日版 | ？版       |
| -------------------------- | ------------------------ | --- | ---------- |
| マーク・サッカレー         | シドニー・ポワチエ       | 田中信夫 | 田中信夫   |
| デナム                     | クリスチャン・ロバーツ   | 池田秀一 |            |
| パメラ                     | ジュディ・ギーソン       | 土井美加 |            |
| ジリアン                   | スージー・ケンドール     | 高島雅羅 |            |
| デア夫人                   | アン・ベル               | |            |
| テオ・ウェストン           | ジェフリー・ベイルドン   | 田村錦人 |            |
| グレース・エヴァンス       | フェイス・ブルック       | 小沢寿美恵 |            |
| クリンティ・クリントリッジ | パトリシア・ラウトリッジ | 花形恵子 |            |
| ポッター                   | クリストファー・チッテル | 大塚芳忠 |            |
| モイラ・ジョセフ           | エイドリアン・ポスタ     | 鵜飼るみ子 |            |
| フロリアン校長             | エドワード・バーナム     | 辻村真人 |            |
| シールズ                   | アンソニー・ヴィラロエル | 塩沢兼人 |            |
| バーバラ                   | ルル                     | 藤田淑子 |            |
| その他                     |                          | 石井敏郎 沼波輝枝 村松康雄 鈴木れい子 有馬瑞香 竹村拓 小野健一 小室正幸 中原茂 古田信幸 深見梨加 近藤玲子 林優子 | 古川登志夫 |

- テレビ朝日版：初回放送1987年3月22日『日曜洋画劇場』

## スタッフ
- 監督・製作・脚本：ジェームズ・クラヴェル
- 原作：E・R・ブレイスウエイスト
- 撮影：ポール・ビーソン
- 音楽：ロン・グレイナー

### 日本語版
※テレビ朝日版
- 演出：小林守夫
- 翻訳：森田瑠美
- 調整：丹波晴道
- 効果：遠藤堯雄、桜井俊哉
- 制作：東北新社

## 続編
続編が1996年にアメリカでテレビ映画として製作されている。『いつも心に太陽を2』（To Sir, with Love 2）で、監督はピーター・ボグダノヴィッチ、シドニー・ポワチエ、ルル、クリスチャン・ペイトンらが出演した。シドニー・ポワチエは、30年間の教師キャリアのある黒人教師で、新たな学校を求めてシカゴにやってきたという設定になっている。日本ではテレビの昼および深夜時間帯に放送されたことがある。